# Kudeda Namata Jr.
Kudeda Namata Junior, surnommé Postaboy, né le 17 septembre 1981 à Kinshasa (République Démocratique du Congo), est un sportif français de football américain évoluant au poste de cornerback.
Il commence à jouer au sein des Chevaliers d'Orléans, club de 3e division française. Avec cette équipe, il termine vice-champion en 2005et accède à la  2e division.
Kudeda Namata Jr. rejoint ensuite le Flash de La Courneuve évoluant 1re division aux côtés de ses pairs Marc-Angelo Soumah,Samyr Hamoudi, Foad Ajdir, et Patrice Kancel. Il remporte le titre de champion de France 2008 lors de la finale jouée au stade Charléty contre les Templiers d'Élancourt.
Dés la saison 2016, il rejoint pour raisons personnelles les Nighthawks de Croissy-sur-Seine jouant en 3e division.